# Тириэль

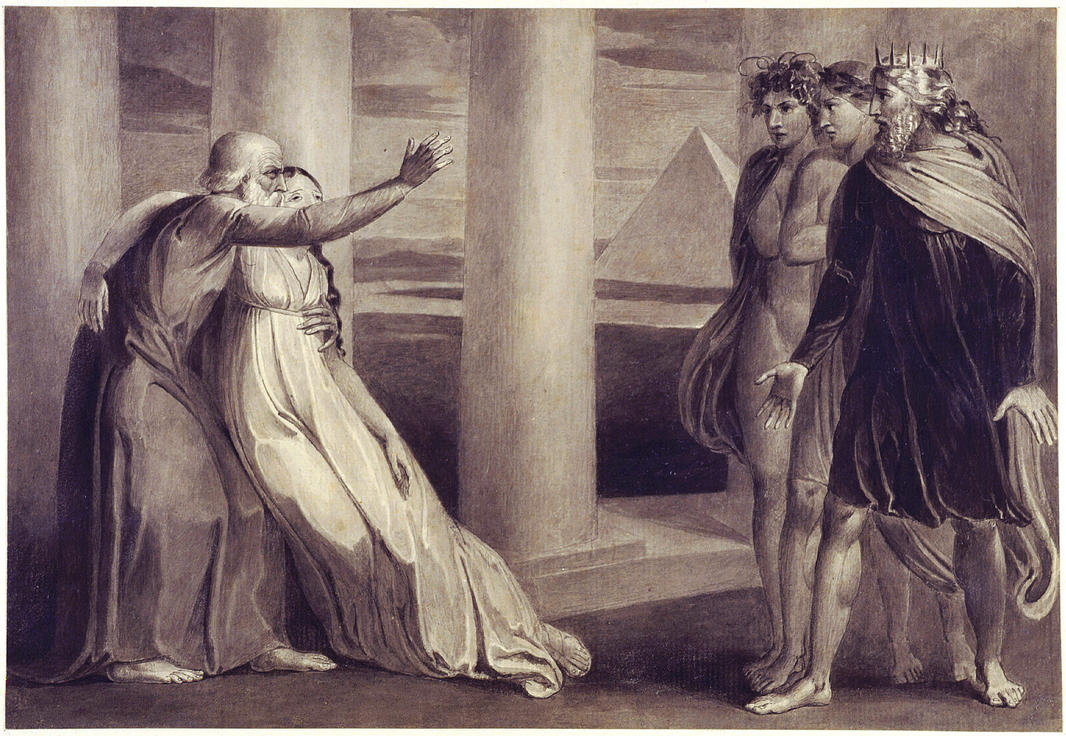
Уильям Блейк: Тириэль, поддерживающий умирающую Миратану, и его сыновья.

Тириэль —  в планетных таблицах Корнелиуса Агриппы из книги «Оккультная философия» (II, XXII) Тириэль назван рассудком Меркурия, связанным с элементами серы и ртути.
В сложной и оригинальной мифологии Уильяма Блейка описаны два разных персонажа со сходными по звучанию именами, но с различным написанием: "Tiriel" и "Thiriel".
1) Тириэль (Tiriel) — главный персонаж самой ранней пророческой поэмы Блейка «Тириэль» ("Tiriel", 1789), это сын Хара и Хевы (Har anf Heva), первых людей на земле. владыка Запада, свергнутый своими сыновьями Гексосом, Ювой, Лото (Heuxos, Yuva, Lotho) и др..  Его жена — Миратана (Myratana), его братья: одичавший Иджим (Ijim) и изгнанный и порабощённый Зазель (Zazel).
2) Тириэль или Фириэль (Thiriel) также один из сыновей Уризена и Ахании. Он один из персонажей блейковской «Книги Уризена» (1794) и описан как старший из четырёх братьев, которые воплощают четыре стихии: Тириэль — воздух , Ута (Utha) — воду, Гродна (Grodna) —  землю и Фузон (Fuzon) — огонь. Его сёстры Элет, Увет и Она  (Eleth, Uveth, Ona) символизируют голову, сердце и чресла.

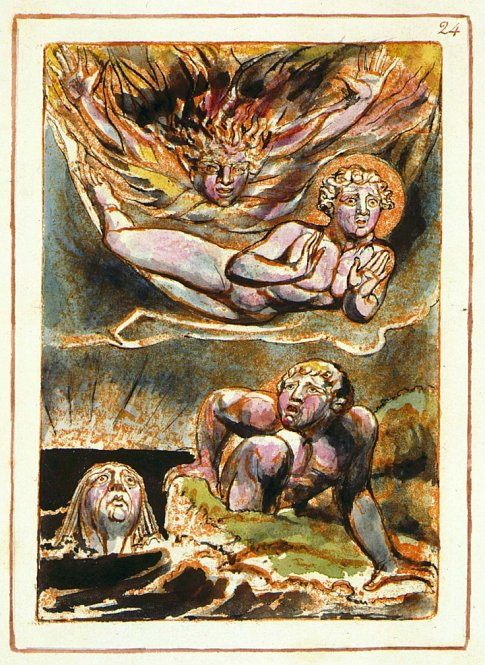
Уильям Блейк: Рождение четырёх сыновей Уризена. Тириэль помещён в центре с нимбом вокруг головы.